# Bahnstrecke Walthersdorf–Crottendorf
| |                         |                                  |                            |
| Streckennummer: | 6625; sä. WC            |                                  |                            |
| Kursbuchstrecke (DB): | 537 (1996)              |                                  |                            |
| Kursbuchstrecke: | 143f (1934) 171c (1946) |                                  |                            |
| Streckenlänge: | 5,176 km                |                                  |                            |
| Spurweite: | 1435 mm (Normalspur)    |                                  |                            |
| Maximale Neigung: | 26,3 ‰                  |                                  |                            |
| Minimaler Radius: | 169 m                   |                                  |                            |
| Streckengeschwindigkeit: | 50 km/h                 |                                  |                            |
| |                         |                                  |                            |
| \| \| \| von Schwarzenberg (Erzgeb) \| \| \| \| 0,000 \| Walthersdorf (Erzgeb) (ehem. Bf) \| 587 m \| \| \| \| nach Annaberg-Buchholz Süd \| \| \| \| 1,250 \| Walthersdorf (Erzgeb) Hp \| 590 m \| \| \| 1,555 \| Zschopaubrücke (10 m) \| Zschopaubrücke (10 m) \| \| \| 3,916 \| Crottendorf unt Bf (ehem. Bf) \| 630 m \| \| \| 5,176 \| Crottendorf ob Bf \| 650 m \| |                         |                                  |                            |
| Strecke |                         | von Schwarzenberg (Erzgeb)       | von Schwarzenberg (Erzgeb) |
| Haltepunkt / Haltestelle | 0,000                   | Walthersdorf (Erzgeb) (ehem. Bf) | 587 m                      |
| Abzweig ehemals geradeaus und nach links |                         | nach Annaberg-Buchholz Süd       | nach Annaberg-Buchholz Süd |
| Haltepunkt / Haltestelle (Strecke außer Betrieb) | 1,250                   | Walthersdorf (Erzgeb) Hp         | 590 m                      |
| Brücke (Strecke außer Betrieb) | 1,555                   | Zschopaubrücke (10 m)            | Zschopaubrücke (10 m)      |
| Haltepunkt / Haltestelle (Strecke außer Betrieb) | 3,916                   | Crottendorf unt Bf (ehem. Bf)    | 630 m                      |
| Kopfbahnhof Streckenende (Strecke außer Betrieb) | 5,176                   | Crottendorf ob Bf                | 650 m                      |

Die Bahnstrecke Walthersdorf–Crottendorf war eine Nebenbahn in Sachsen. Sie zweigte in Walthersdorf von der Bahnstrecke Annaberg-Buchholz–Schwarzenberg ab und führte im Zschopautal nach Crottendorf.

## Geschichte

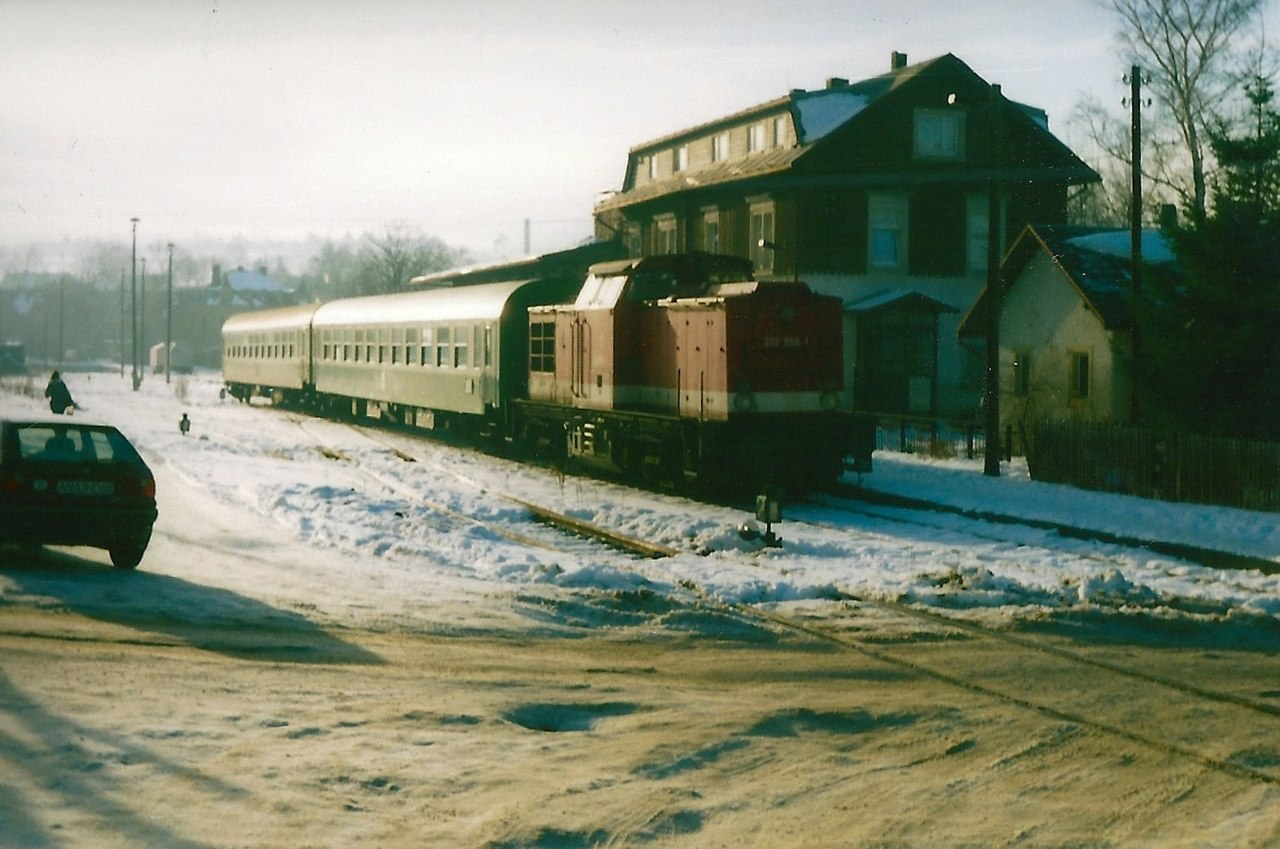
Reisezug in Crottendorf ob Bf kurz vor der Betriebseinstellung (1996)

Eröffnet wurde die Strecke am 1. Dezember 1889 als normalspurige Sekundärbahn. Obwohl Walthersdorf Anschlussbahnhof zur Bahnstrecke Annaberg-Buchholz–Schwarzenberg war, verkehrten alle Züge stets von und nach Schlettau.
In den 1980er Jahren wurde die Strecke überregional bekannt, als letztmals in Deutschland Dampflokomotiven der Baureihe 86 planmäßig alle Züge beförderten. Diese Einsätze endeten erst im Mai 1988.
Nach der politischen Wende im Osten Deutschlands 1989 verlor die Strecke schnell ihre Bedeutung im Personen- und Güterverkehr: der Güterverkehr wurde offiziell am 1. Januar 1995 eingestellt, der Reisezugverkehr wurde noch bis zum 31. Dezember 1996 aufrechterhalten. Am 1. Juni 1999 wurde die Strecke stillgelegt.
Heute befindet sich auf der ehemaligen Bahntrasse ein asphaltierter Radweg.

## Streckenbeschreibung

### Verlauf
Ihren Anfang hatte die Bahnstrecke Walthersdorf–Crottendorf im Bahnhof Walthersdorf (Erzgeb) an der Bahnstrecke Annaberg-Buchholz–Schwarzenberg. Die rund 5 Kilometer lange Bahnstrecke verlief im Tal der oberen Zschopau stets gen Süden. In der Ortslage von Walthersdorf lagen die Gleise östlich des Flusses, sie wechselten im Oberdorf auf die Westseite. Kurz vor dem Endbahnhof in Crottendorf wurden die Dorfstraße und die Zschopau nochmals überquert. Bei Kilometer 5,176 endete die Bahnstrecke im Oberdorf von Crottendorf. Heute verläuft auf der Trasse ein Radweg.

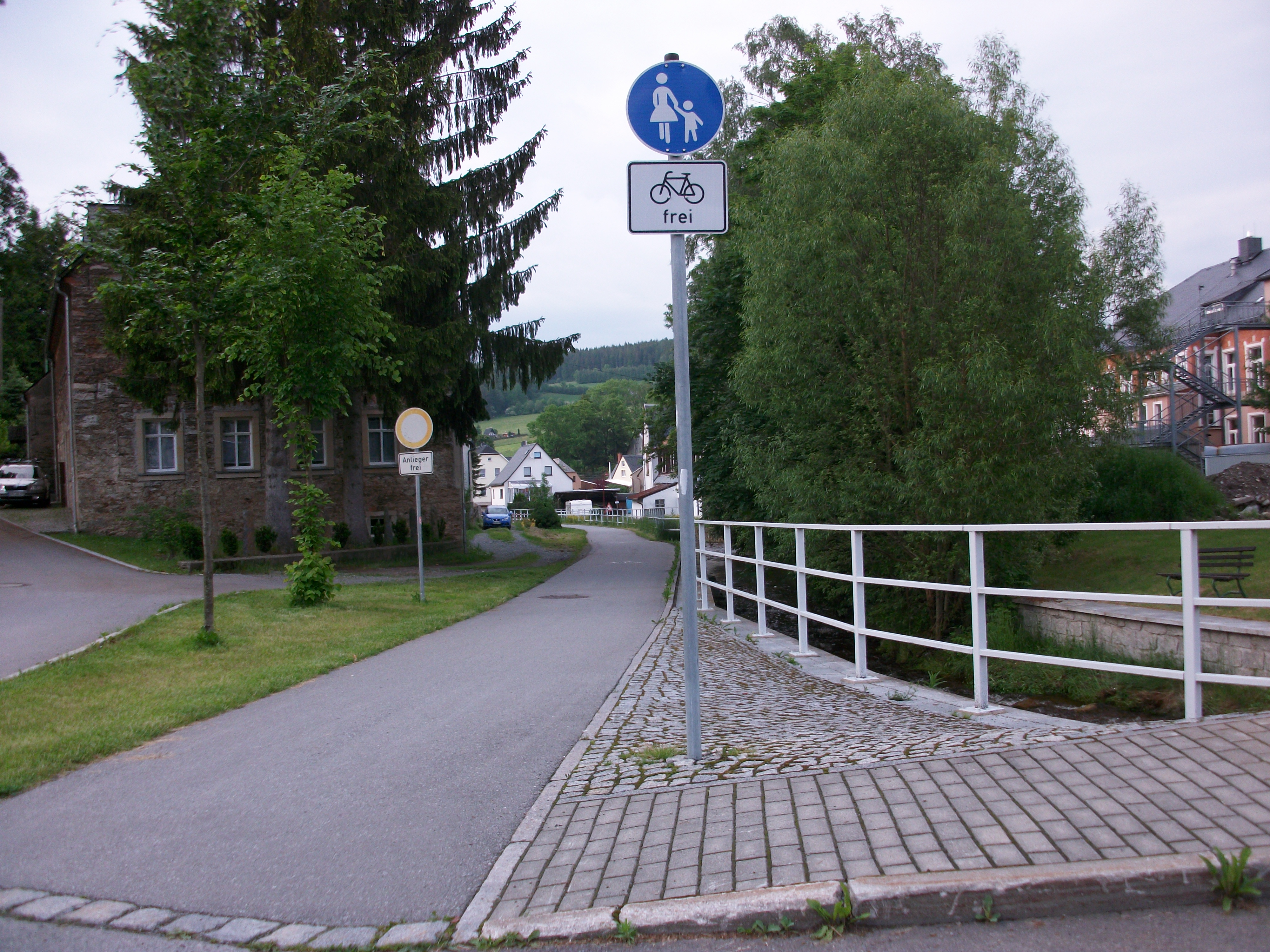
Bahnstrecke bei Crottendorf unt Bf (2016)
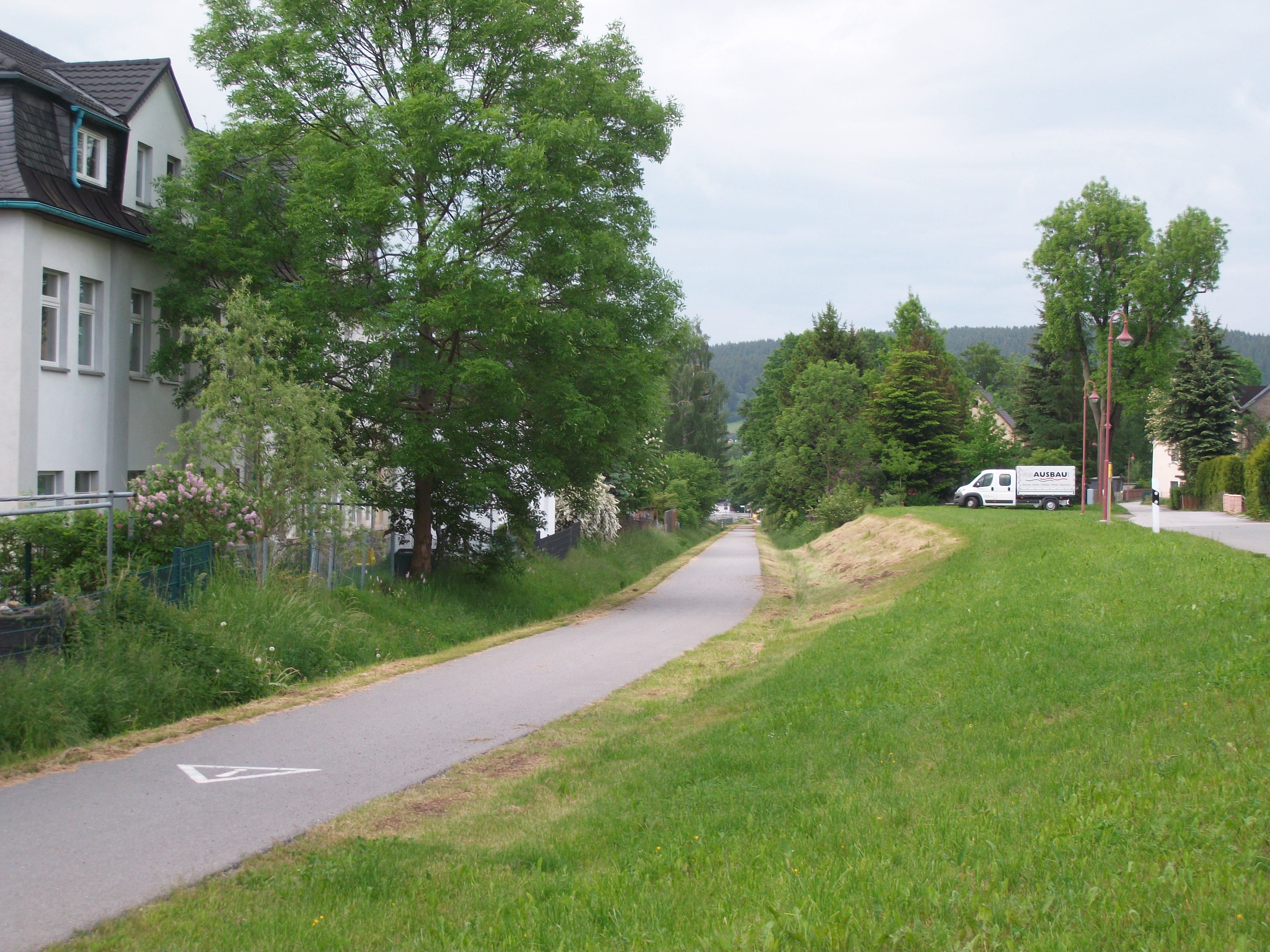
Bahnstrecke bei Crottendorf ob Bf (2016)

### Betriebsstellen
Walthersdorf (Erzgeb) ⊙
Im Bahnhof Walthersdorf (Erzgeb) zweigte die Sekundärbahn nach Crottendorf ab. Das Empfangsgebäude des Bahnhofs Walthersdorf (Erzgeb) beherbergt ein kleines Eisenbahnmuseum.
Die Station trug folgende Namen:
- bis 1905: Waltersdorf Haltestelle
- bis 1910: Waltersdorf Bahnhof
- bis 1911: Walthersdorf i Sachsen
- bis 1921: Walthersdorf (Sa)
- seit 1921: Walthersdorf (Erzgeb)

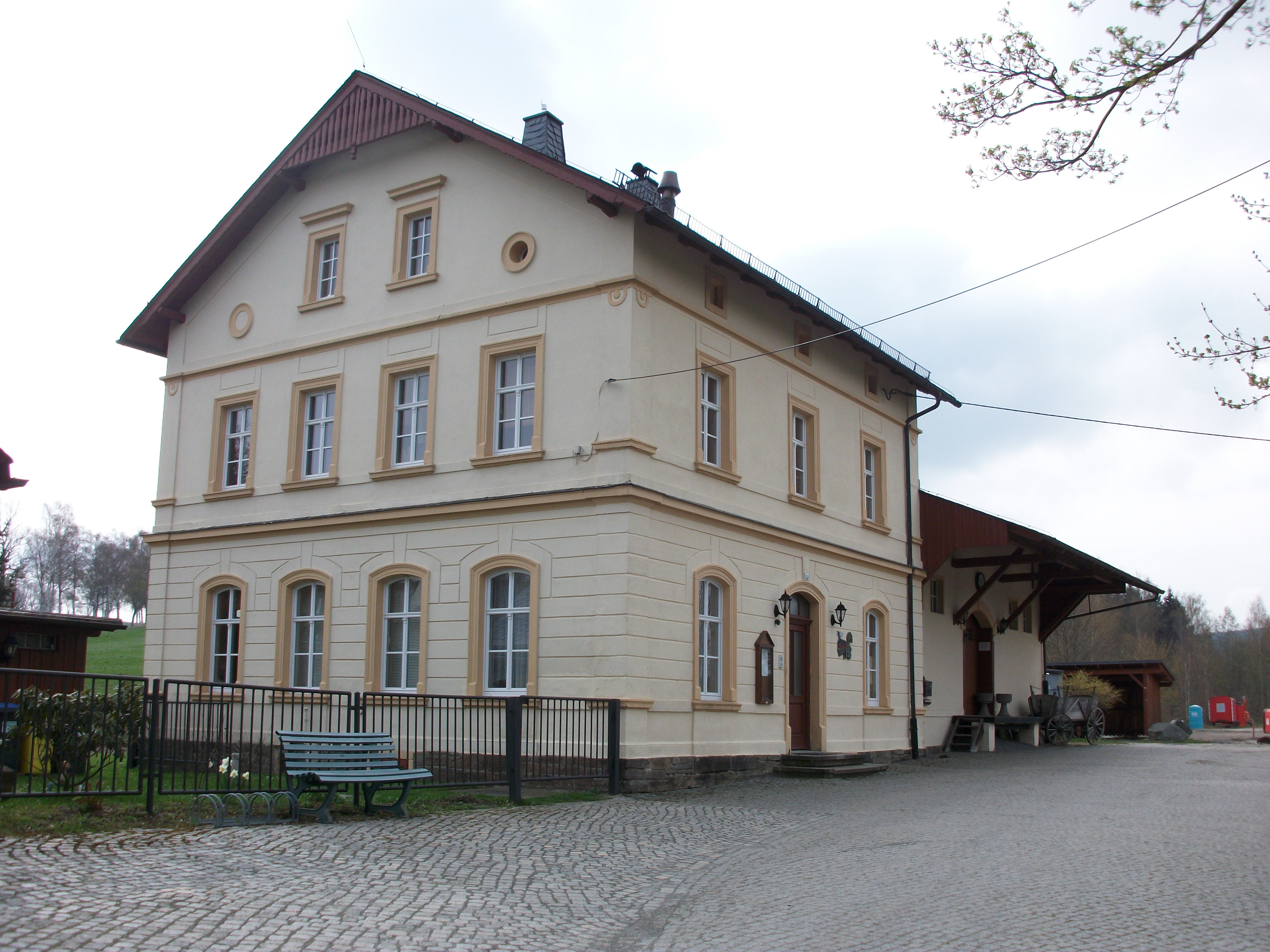
Bahnhof Walthersdorf (Erzgeb), Straßenansicht (2016)
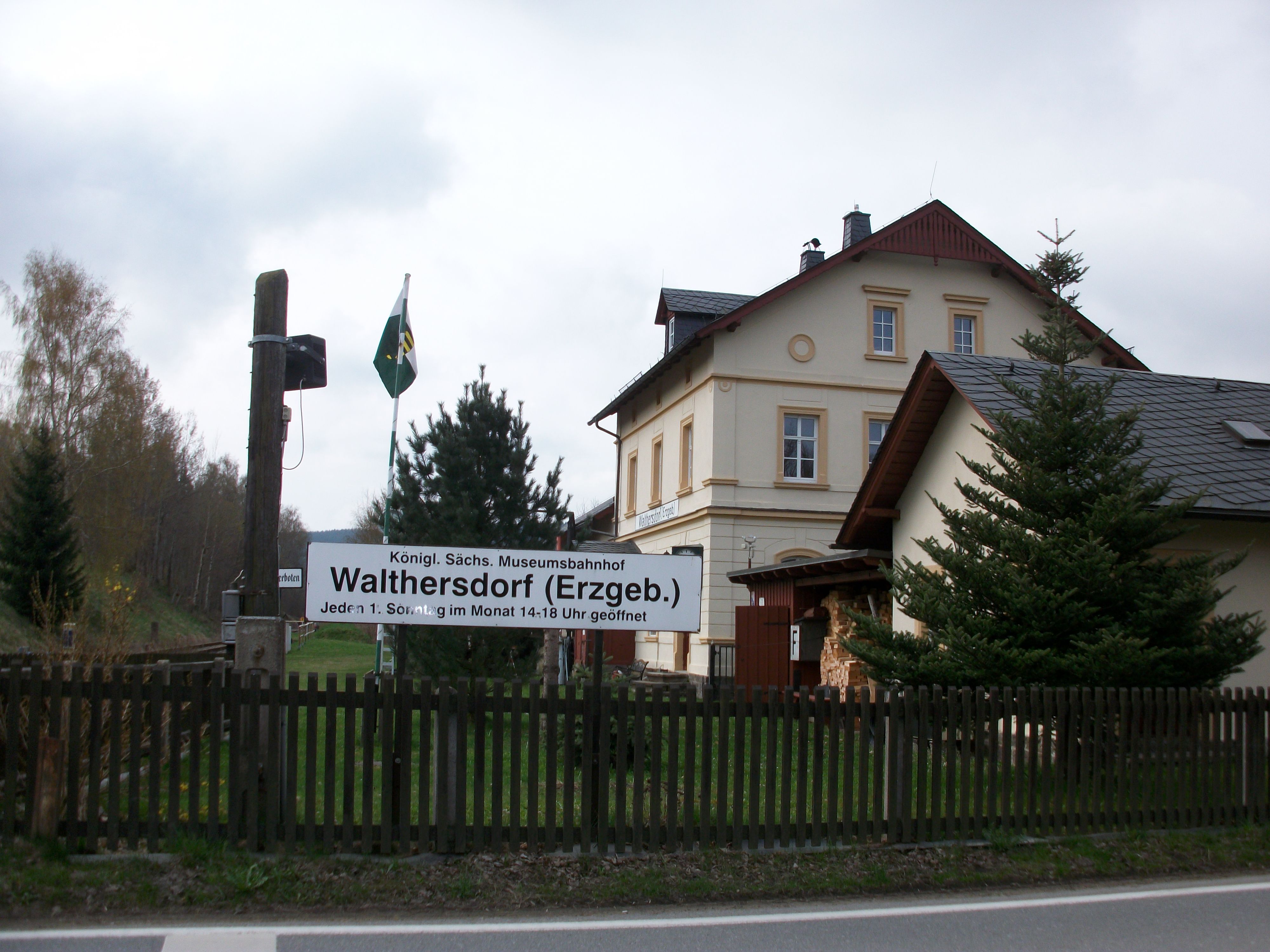
Museumsbahnhof Walthersdorf (Erzgeb) (2016)
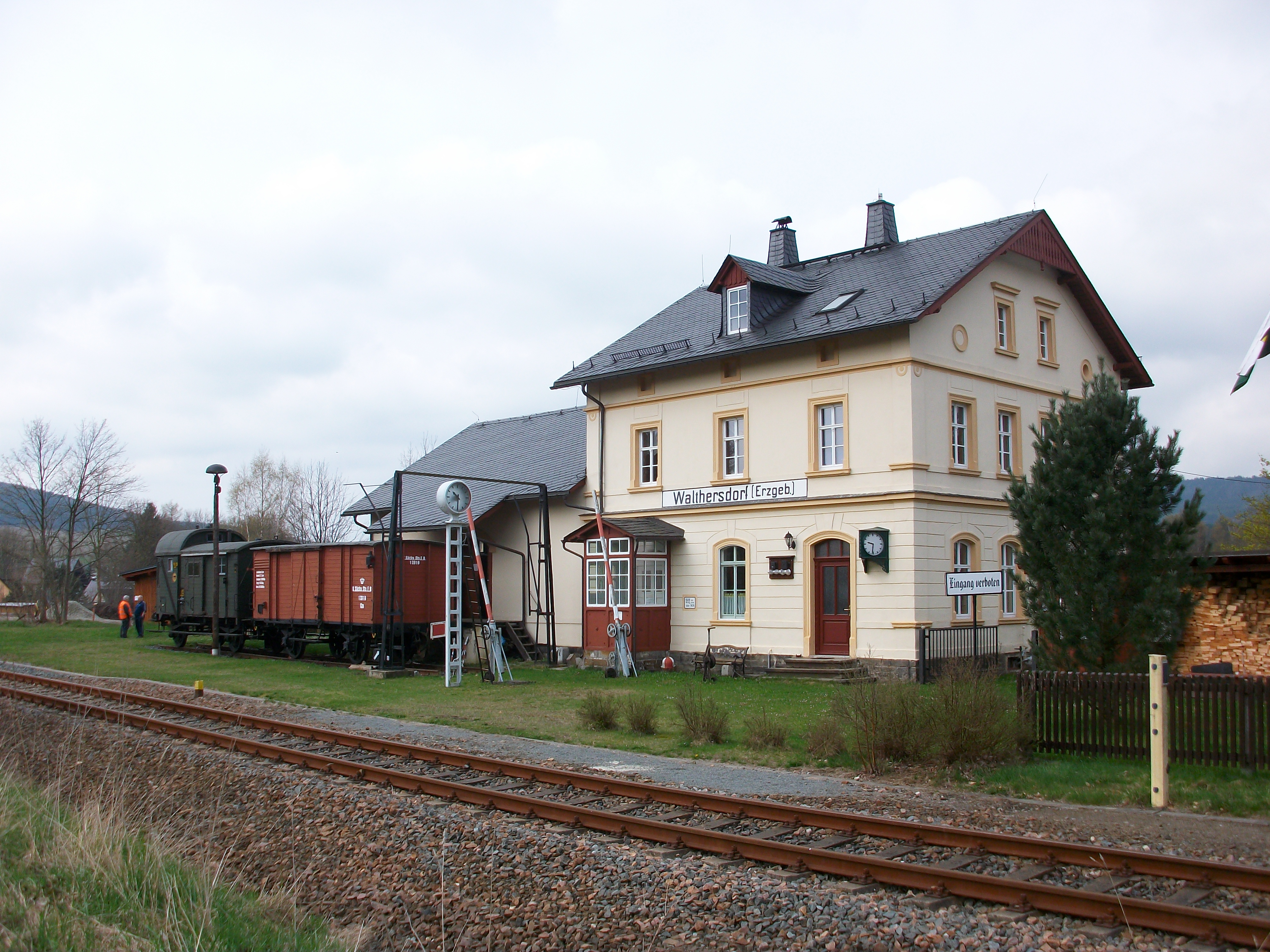
Bahnhof Walthersdorf (Erzgeb), Gleisansicht (2016)
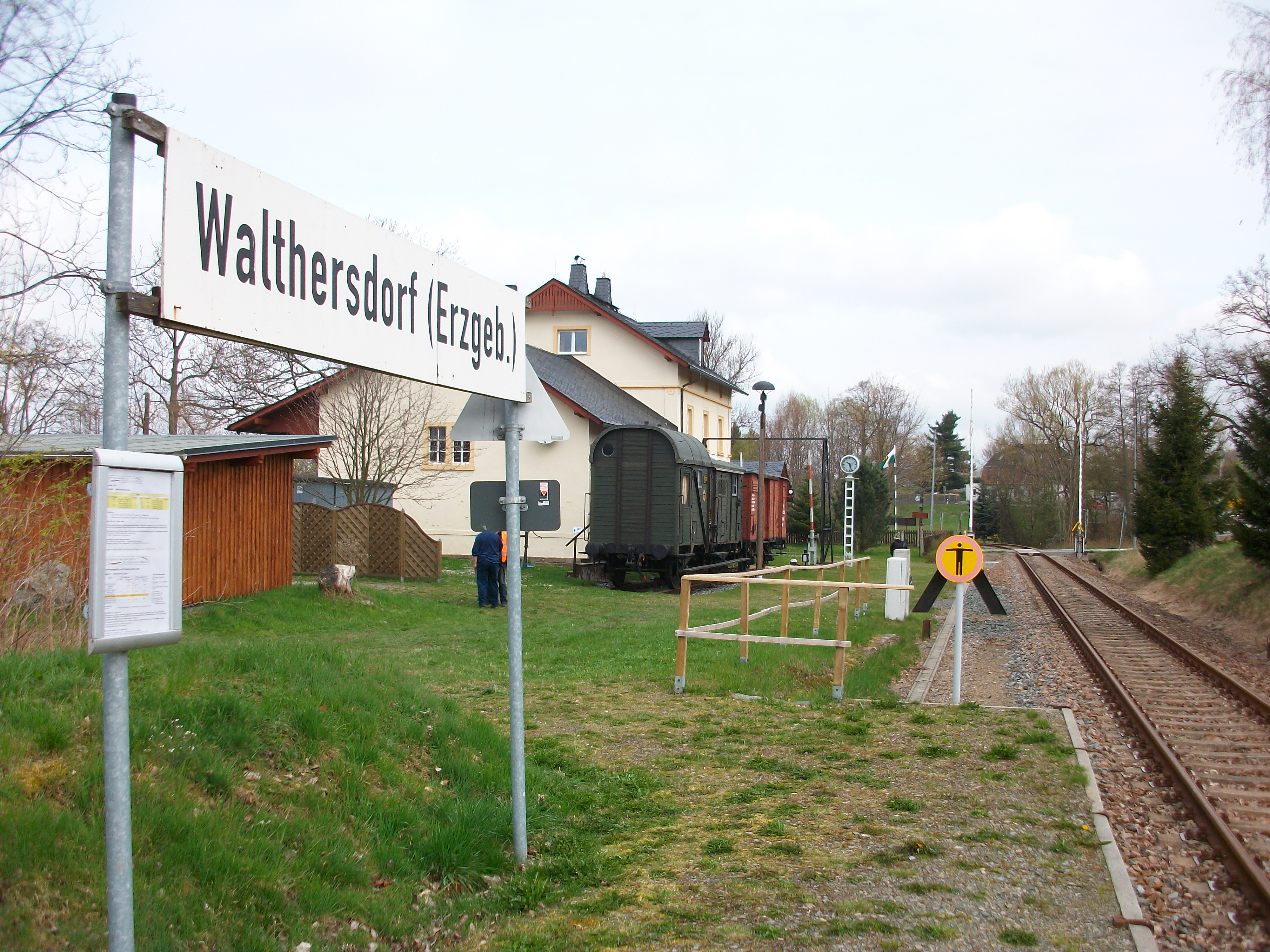
Bahnhof Walthersdorf (Erzgeb), Bahnsteig (2016)

Walthersdorf (Erzgeb) Hp ⊙
Walthersdorf Haltepunkt wurde zeitgleich mit Walthersdorf Haltestelle am 1. Dezember 1889 eröffnet. Die Station trug folgende Namen:
- bis 1910: Waltersdorf Haltepunkt
- bis 1911: Walthersdorf i Sachsen Haltepunkt
- bis 1921: Walthersdorf (Sa) Hp
- seit 1921: Walthersdorf (Erzgeb) Hp

Das hölzerne Wartehäuschen wurde in das Eisenbahnmuseum Schwarzenberg umgesetzt. Kurz hinter dem Haltepunkt querte die Bahnstrecke die Hauptstraße von Walthersdorf.

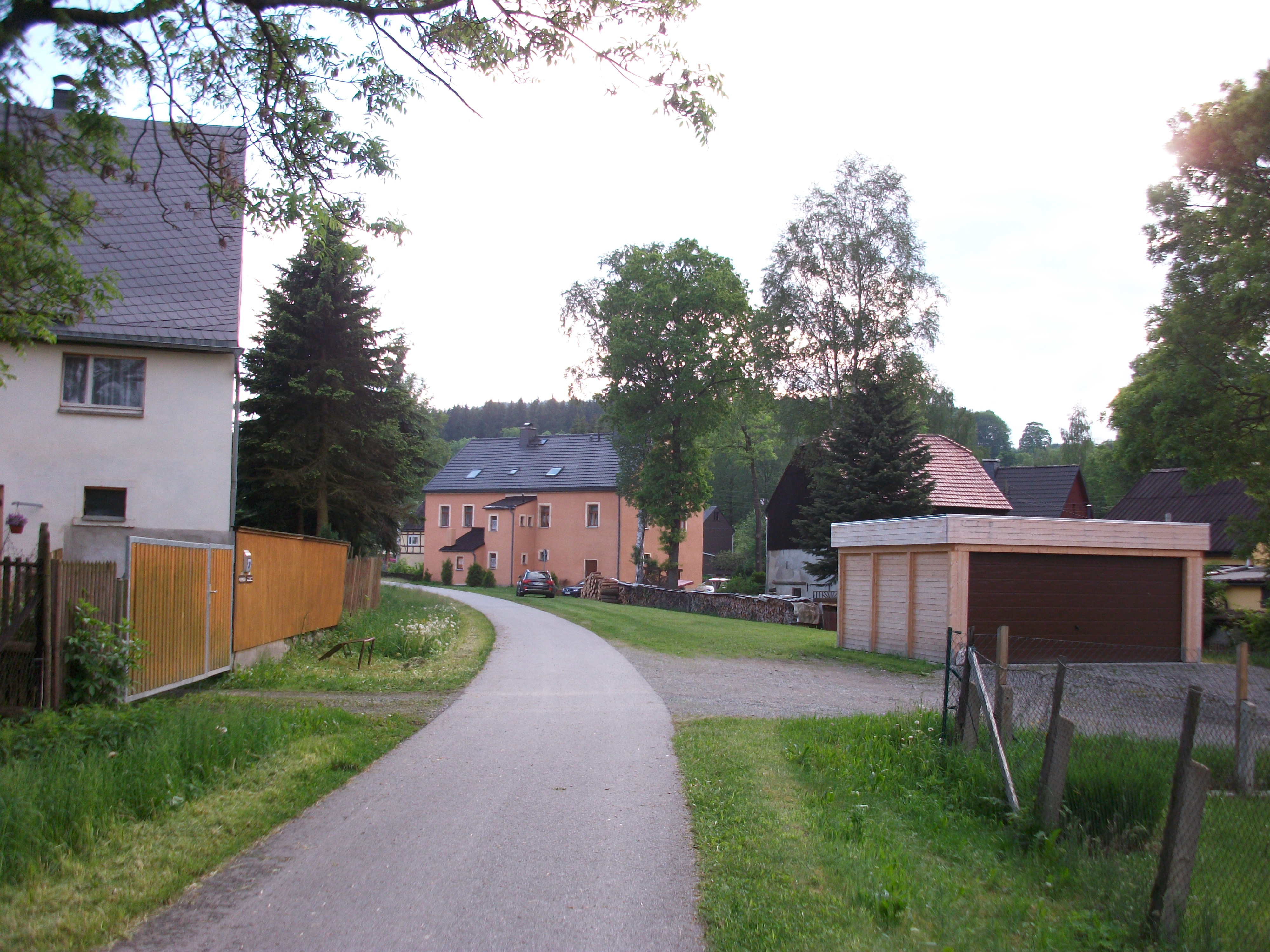
Einstiger Standort des Haltepunkts Walthersdorf (Erzgeb) Hp (2016)
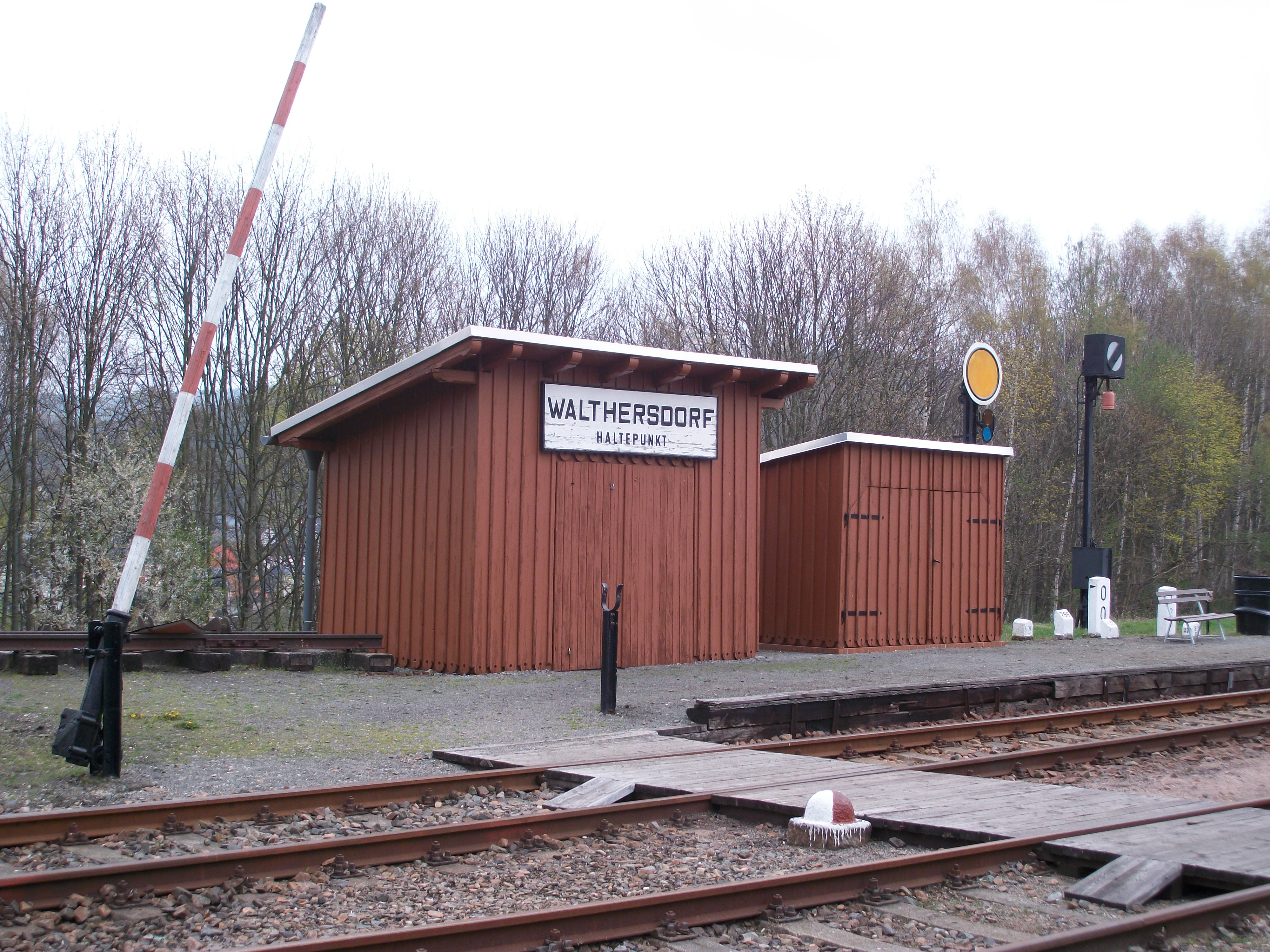
Hp Walthersdorf (Erzgeb) im Eisenbahnmuseum Schwarzenberg (2016)
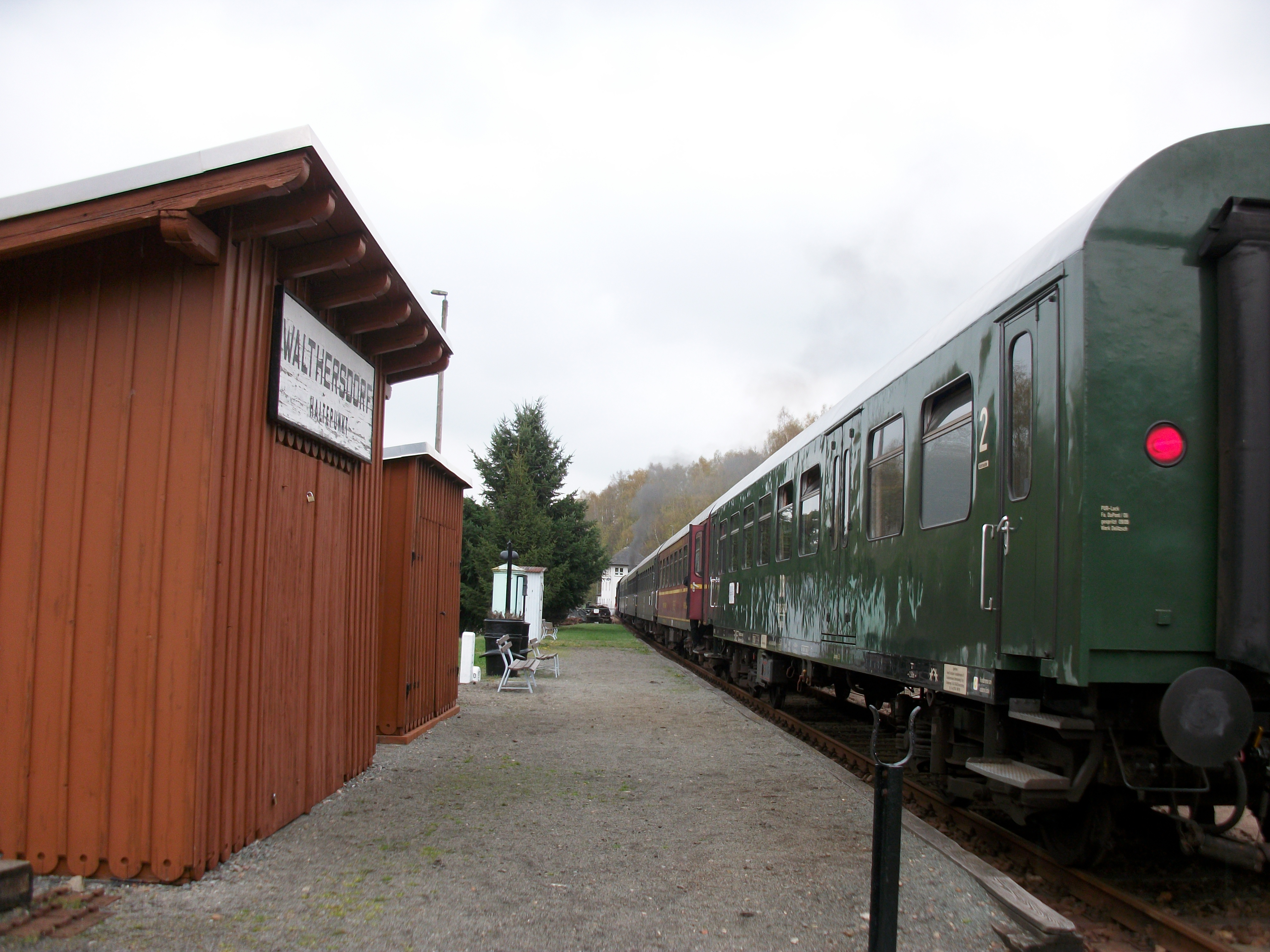
Hp Walthersdorf mit Sonderzug im Eisenbahnmuseum Schwarzenberg (2016)

Crottendorf unt Bf ⊙
Crottendorf unt Bf wurde am 1. Dezember 1889 als Haltestelle Mittelcrottendorf eröffnet. 1905 wurde diese zum Bahnhof, der 1915 in Crottendorf unt Bf umbenannt wurde. 1965 erfolgte die Zurückstufung zum Haltepunkt. Die Station lag in Höhe der ev.-luth. Kirche von Crottendorf und besaß ein hölzernes Wartehäuschen, welches nicht mehr vorhanden ist. Auf dem Areal um den erhalten gebliebenen Güterschuppen entstand ein Parkplatz, die Trasse wurde zu einem Radweg umgewandelt.

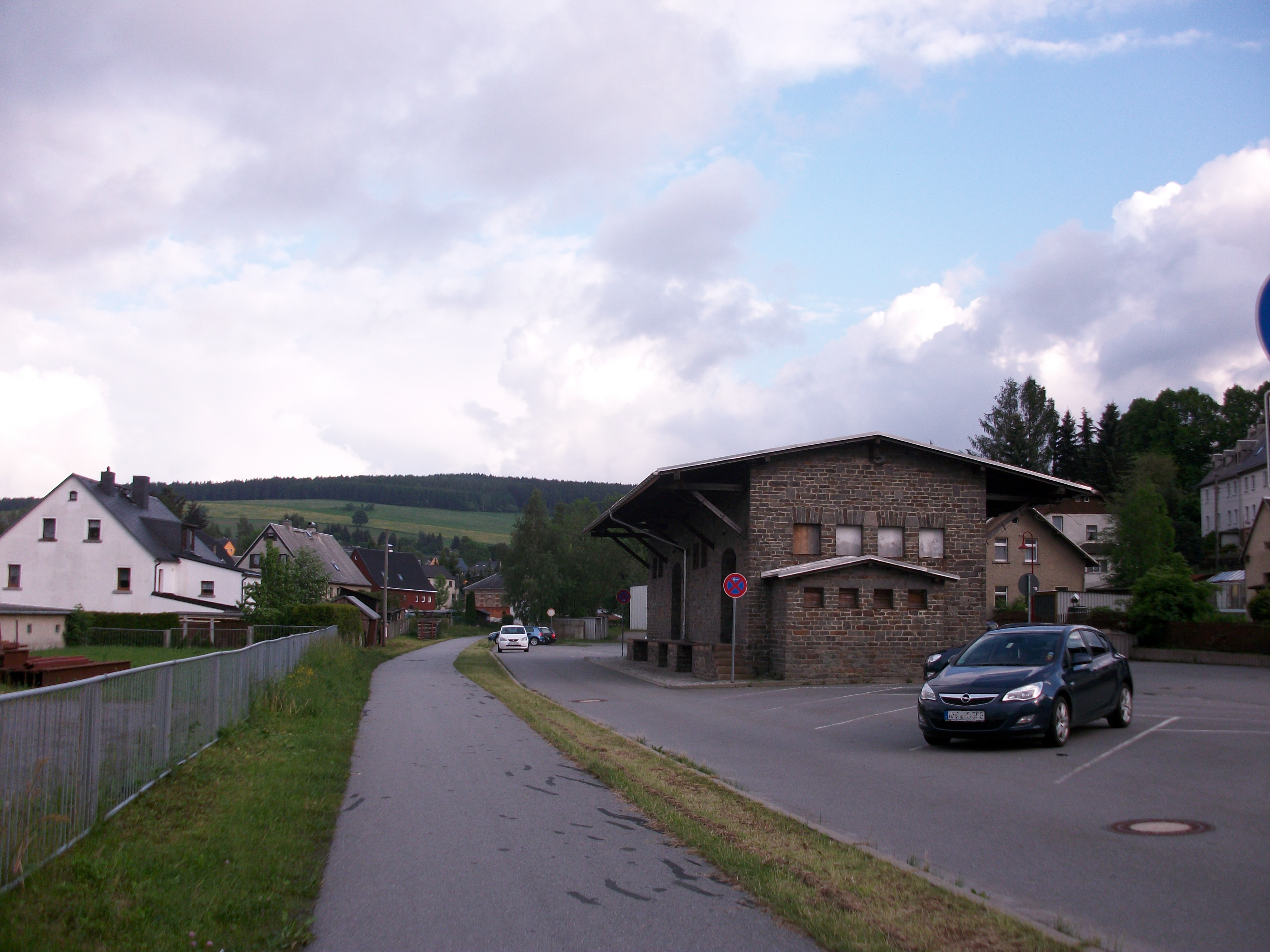
Crottendorf unt Bf, Güterschuppen (2016)
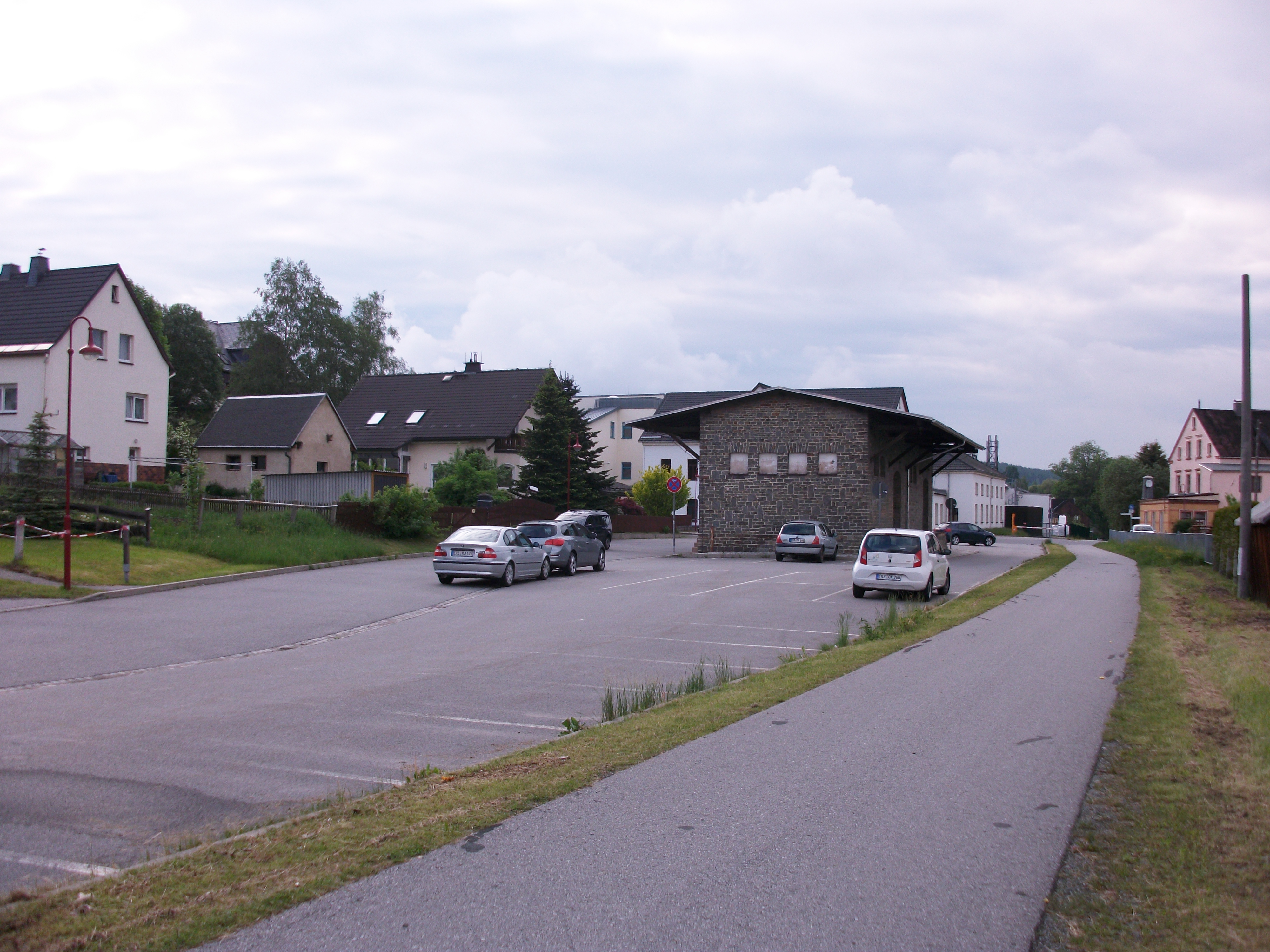
Crottendorf unt Bf, Güterschuppen (2016)
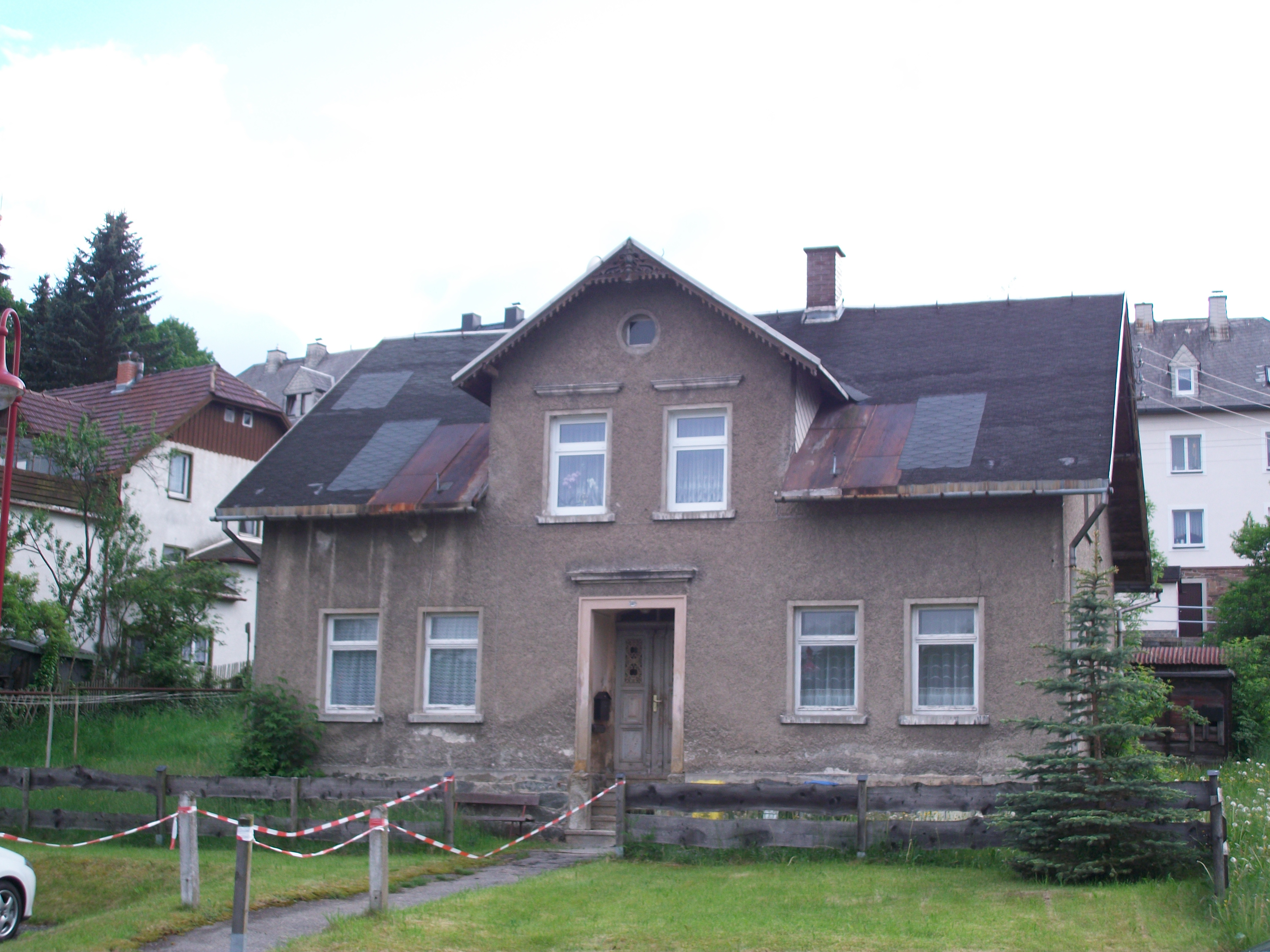
Crottendorf unt Bf, Wohnhaus (2016)
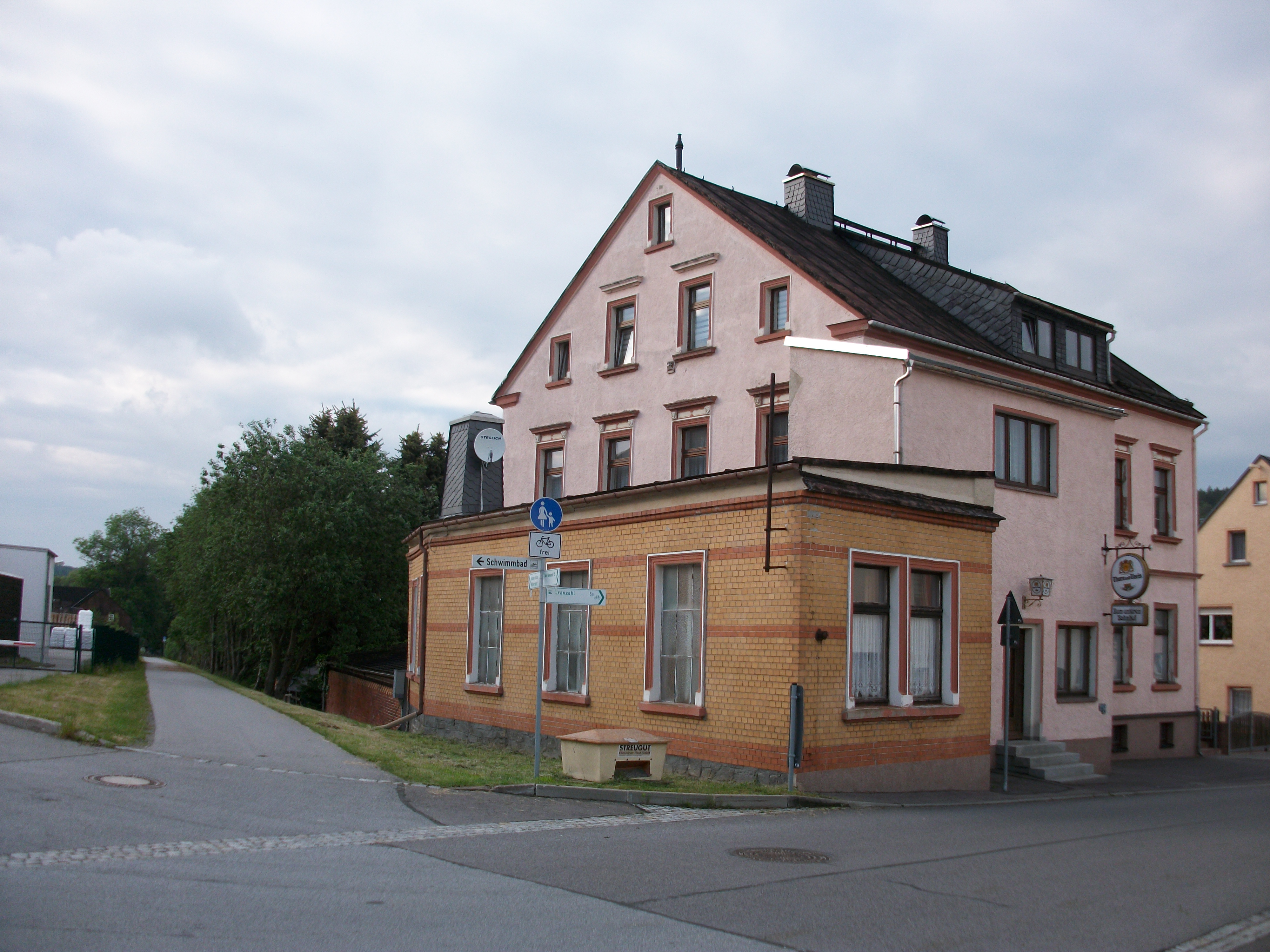
Crottendorf, Gaststätte zum unteren Bahnhof (2016)

Crottendorf ob Bf ⊙
Crottendorf ob Bf wurde am 1. Dezember 1889 als Haltestelle Obercrottendorf eröffnet. 1905 wurde diese zum Bahnhof, der 1915 in Crottendorf ob Bf umbenannt wurde. Das Empfangsgebäude des Bahnhofs ist noch vorhanden. Die Ladestraße und die Bahnhofstraße zeugen von der Zeit des aktiven Bahnverkehrs.
Der Bahnhof hatte neben dem Bahnsteig am Streckengleis noch drei weitere Nebengleise, auf der Bahnhofsseite eine lange Ladestraße mit Rampe, aber auch auf der gegenüberliegenden Seite gab es mehrere Ladestellen am Gleis, u. a. für Holzverladung.

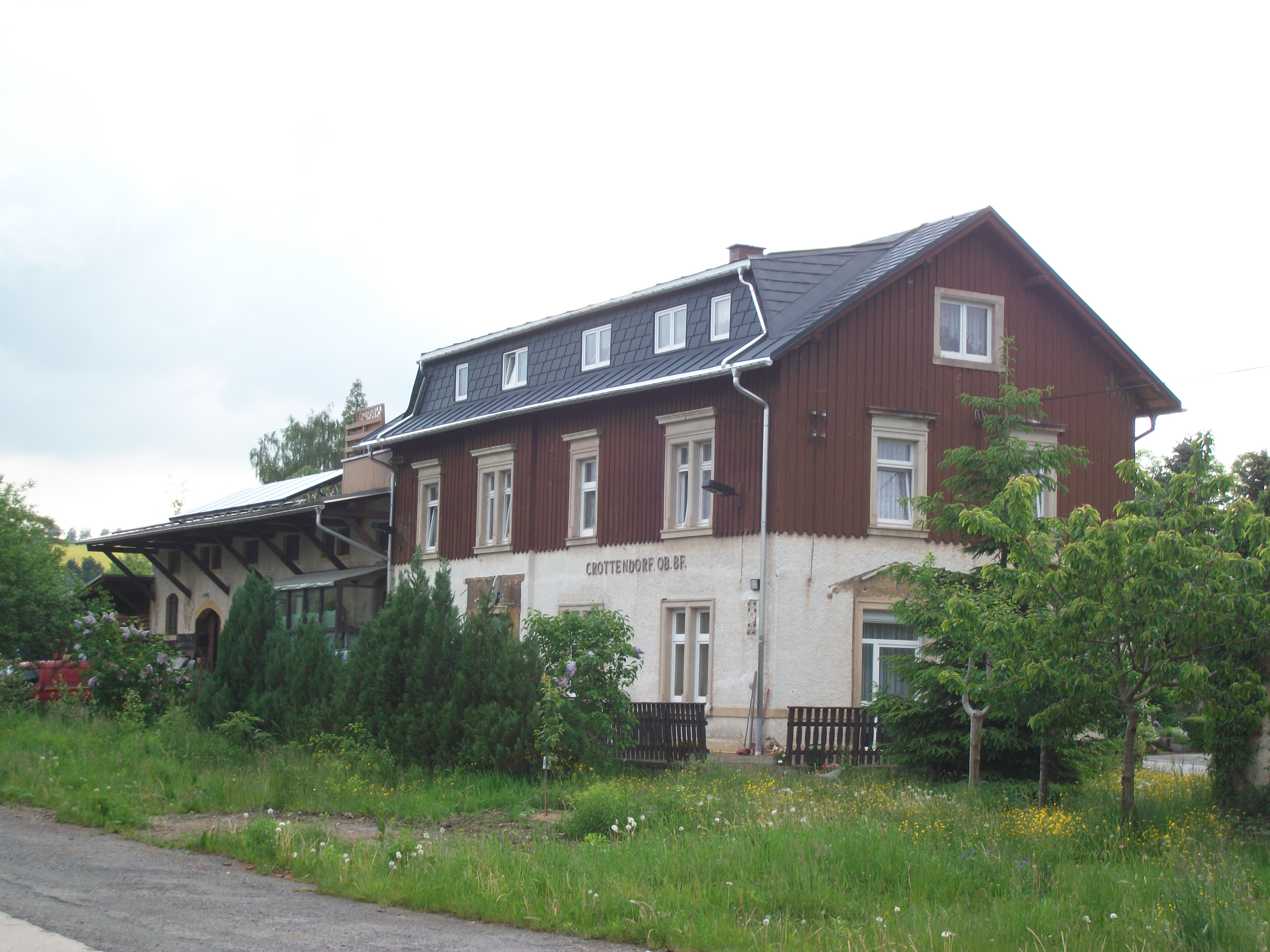
Crottendorf ob Bf, Gleisseite (2016)
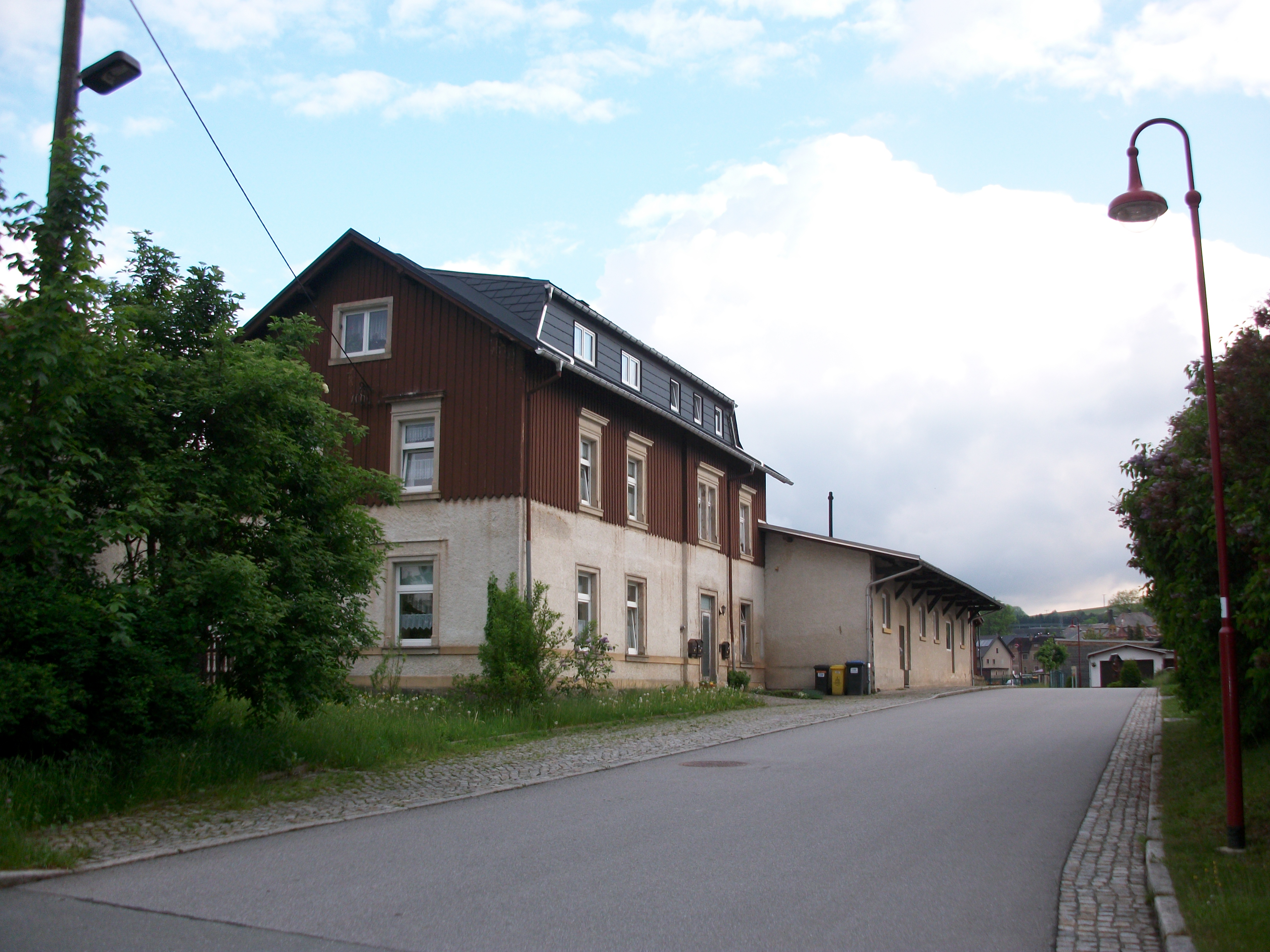
Crottendorf ob Bf, Ladestraße (2016)